# كاتي ماكغراث
كاتي ماكغراث (بالإنجليزية: Katie McGrath)‏ (/məˈɡrɑː/
) مواليد 21 فبراير 1983 في مقاطعة ويكلاو، جزيرة أيرلندا، هي ممثلة أيرلندية تعمل في مجال التلفزيون بدأت مسيرتها الفنية عام 2007.

## الأعمال
| السنة | العنوان                  | الدور              | ملاحظات            |
| ----- | ------------------------ | ------------------ | ------------------ |
| 2007  | بيبل                     | تارا               | فيلم قصير          |
| 2011  | W.E.                     | السيدة ثيلمى فرنيس |                    |
| 2012  | Tríd an Stoirm           | اليس/بانشي         | فيلم قصير; صوت فقط |
| 2014  | المراة القائدة           | جودي روثرفورد      |                    |
| 2015  | العالم الجوراسي          | زارا يونج          |                    |
| 2015  | The Throwaways           | جلوريا ميلر        |                    |
| 2017  | الملك ارثر: اسطورة السيف | السا               | [ 3 ]              |

| السنة        | العنوان                   | الدور             | ملاحظات                                                 |
| ------------ | ------------------------- | ----------------- | ------------------------------------------------------- |
| 2007         | دمار                      | راشيل             | فيلم تلفزيوني                                           |
| 2008         | عدن                       | تريشا             | فيلم تلفزيوني                                           |
| 2008         | مسلسل اسرة تيودور         | بيس               | الحلقة: "صاحب الجلالة"                                  |
| 2008         | Freakdog                  | Harriet Chambers  | فيلم تلفزيوني                                           |
| 2008         | The Roaring Twenties      | فيكسن             | مسلسل تلفزيوني قصير                                     |
| 2008–2012    | ميرلين                    | مرجانة بين دراجون | الدور الرئيسي, 57 حلقة                                  |
| 2009         | مسلسل الملكة              | الاميرة مارجريت   | الحلقة: "مارجريت"                                       |
| 2011         | اميرة عيد الميلاد         | جولز دالي         | فيلم تلفزيوني                                           |
| 2012         | Labyrinth (TV miniseries) | Oriane Congost    | مسلسل تلفزيوني قصير                                     |
| 2013         | مسلسل مواعدة              | كايت فوستر        | الحلقة: "اريكا وكايت"                                   |
| 2013–2014    | مسلسل دراكولا             | لوسي ويستينرا     | الدور الرئيسية, 10 حلقات                                |
| 2016         | مسلسل Slasher             | ساره بيينت        | الدور الرئيسي (الموسم 1), 8 حلقات                       |
| 2016–present | مسلسل الفتاه الخارقة      | لينا لوثر         | دور متكرر (الموسم 2); الدور الرئيسي (الموسم 3); 22 حلقة |
| 2016–2017    | حدود                      | اليزابيث كروثيرز  | دور متكرر; 7 حلقات                                      |

### فيديو كليبات
| السنة | العنوان  | الفنان |
| ----- | -------- | ------ |
| 2014  | "من عدن" | هوزير  |

## الجوائز والترشيحات
| السنة | الجائزة                    | الصنف                        | العمل        | النتيجة | مراجع |
| ----- | -------------------------- | ---------------------------- | ------------ | ------- | ----- |
| 2009  | مهرجان تلفزيون مونتي كارلو | ممثلة مرموقة - مسلسلات دراما | مسلسل ميرلين | رُشِّح     | [ 4 ] |
| 2011  | مهرجان تلفزيون مونتي كارلو | ممثلة مرموقة - مسلسلات دراما | مسلسل ميرلين | رُشِّح     | [ 5 ] |

## وصلات خارجية
- كاتي ماكغراث على موقع IMDb (الإنجليزية)
- كاتي ماكغراث على موقع ميتاكريتيك (الإنجليزية)
- كاتي ماكغراث على موقع روتن توميتوز (الإنجليزية)
- كاتي ماكغراث على موقع قاعدة بيانات الأفلام العربية
- كاتي ماكغراث على موقع ألو سيني (الفرنسية)
- كاتي ماكغراث على موقع تيرنر كلاسيك موفيز (الإنجليزية)
- كاتي ماكغراث على موقع أول موفي (الإنجليزية)
- كاتي ماكغراث على موقع قاعدة بيانات الأفلام السويدية (السويدية)
- كاتي ماكغراث على موقع قاعدة بيانات الفيلم (الإنجليزية)
- كاتي ماكغراث على موقع كينوبويسك (الروسية)